# Nyékládháza
Nyékládháza é uma cidade da Hungria, situada no condado de Borsod-Abaúj-Zemplén. Tem 24,67 km² de área e sua população em 2019 foi estimada em 4.876 habitantes.